# Reds
Reds é um filme estadunidense de 1981, um drama biográfico dirigido por Warren Beatty e baseado na vida de John Reed, um jornalista e escritor socialista norte-americano que retratou a Revolução Russa em seu livro Dez Dias que Abalaram o Mundo.

## Sinopse
O filme retrata a vida do jornalista norte-americano John Reed, desde a época em que era repórter do periódico socialista The Masses no início do século XX, até a fundação do Partido Comunista dos Estados Unidos. Sua vida conjugal com Louise Bryant, também merece destaque especial na primeira parte do filme.
O filme prossegue, mostrando a participação de John na Revolução Russa em 1917, seus contatos com importantes lideranças e as divergências internas que já aparecem no movimento comunista da União Soviética. Dessa participação John realizou a mais famosa cobertura jornalística da revolução, imortalizada no livro Os dez dias que abalaram o mundo, um clássico sobre a história da Revolução Bolchevique, altamente elogiado por Lenin.
Durante a existência da União Soviética, John sempre foi tratado como uma espécie de herói na visão internacionalista do socialismo. Morreu em Moscou vítima de tifo com 44 anos. Trata-se do único estrangeiro, que morrendo na União Soviética, teve seu corpo enterrado com grandes honras nas muralhas do Kremlim, ao lado do mausoléu de Lenin.

## Elenco
- Warren Beatty ... John Silas Reed
- Diane Keaton .... Louise Bryant
- Edward Herrmann .... Max Eastman
- Jerzy Kosinski .... Grigory Zinoviev
- Jack Nicholson .... Eugene O'Neill
- Maureen Stapleton .... Emma Goldman
- Paul Sorvino .... Louis Fraina
- Nicolas Coster ...  Paul Trullinger
- Ian Wolfe .... sr. Partlow
- Bessie Love .... sra. Partlow
- M. Emmet Walsh

## Principais prêmios e indicações
Os prêmios recebidos estão destacados em amarelo.
| Oscar                                                      |
| ---------------------------------------------------------- |
| Melhor filme – Warren Beatty                               |
| Melhor direção – Warren Beatty                             |
| Melhor ator – Warren Beatty                                |
| Melhor atriz – Diane Keaton                                |
| Melhor ator coadjuvante – Jack Nicholson                   |
| Melhor atriz coadjuvante – Maureen Stapleton               |
| Melhor roteiro original – Warren Beatty e Trevor Griffiths |
| Melhor edição – Dede Allen e Craig McKay                   |
| Melhor fotografia – Vittorio Storaro                       |
| Melhor direção de arte – Richard Sylbert e Michael Seirton |
| Melhor som – Dick Vorisek, Tom Fleischman e Simon Kaye     |
| Melhor figurino – Shirley Russell                          |
| Globo de Ouro                                              |
| Melhor filme dramático – Warren Beatty                     |
| Melhor direção – Warren Beatty                             |
| Melhor ator num filme dramático – Warren Beatty            |
| Melhor atriz num filme dramático – Diane Keaton            |
| Melhor ator coadjuvante – Jack Nicholson                   |
| Melhor atriz coadjuvante – Maureen Stapleton               |
| Melhor roteiro – Warren Beatty e Trevor Griffiths          |
| BAFTA                                                      |
| Melhor ator – Warren Beatty                                |
| Melhor atriz – Diane Keaton                                |
| Melhor ator coadjuvante – Jack Nicholson                   |
| Melhor atriz coadjuvante – Maureen Stapleton               |
| Melhor fotografia – Vittorio Storaro                       |
| Melhor figurino – Shirley Russell                          |
| Prêmio David di Donatello                                  |
| Melhor filme estrangeiro – Warren Beatty                   |
| Melhor atriz estrangeira – Diane Keaton                    |